# Charalambos Likojanis
Charalambos Likojanis (grec. Χαράλαμπος Λυκογιάννης; ur. 22 października 1993 w Pireusie) – grecki piłkarz grający na pozycji lewego obrońcy lub pomocnika. Od 2018 roku jest zawodnikiem klubu Cagliari Calcio.

## Kariera piłkarska
Swoją karierę piłkarską Likojanis rozpoczął w klubie Olympiakos SFP. W 2011 roku awansował do pierwszej drużyny, a 29 października 2012 zadebiutował w niej w Superleague Ellada w zremisowanym 2:2 wyjazdowym meczu z Arisem Saloniki. W sezonie 2012/2013 wywalczył mistrzostwo Grecji i zdobył Puchar Grecji.
W 2013 roku Likojanis został wypożyczony do Lewadiakosu. Swój debiut w nim zaliczył 26 sierpnia 2013 w przegranym 0:2 wyjazdowym meczu z Ergotelisem. W Esjbergu spędził rok.
W 2014 roku Likojanisa ponownie wypożyczono, tym razem do Ergotelisu, w którym zadebiutował 25 sierpnia 2014 w przegranym 1:2 wyjazdowym meczu z Panioniosem. Na koniec sezonu 2014/2015 spadł z Ergotelisem do drugiej ligi.
Latem 2015 Likojanis został zawodnikiem Sturmu Graz. 7 listopada 2015 zaliczył w nim swój debiut w wygranym 3:2 domowym meczu z SV Ried. W Sturmie występował do końca 2017 roku.
W styczniu 2018 roku Likojanis został sprzedany za kwotę 500 tysięcy euro do Cagliari Calcio. W Serie A zadebiutował 28 stycznia 2018 w zremisowanym 1:1 wyjazdowym meczu z FC Crotone.
| Sezon   | Klub            | Kraj    | Rozgrywki          | Mecze | Gole |
| ------- | --------------- | ------- | ------------------ | ----- | ---- |
| 2011/12 | Olympiakos SFP  | Grecja  | Superleague Ellada | 0     | 0    |
| 2012/13 | Olympiakos SFP  | Grecja  | Superleague Ellada | 4     | 0    |
| 2013/14 | APO Lewadiakos  | Grecja  | Superleague Ellada | 21    | 0    |
| 2014/15 | PAE Ergotelis   | Grecja  | Superleague Ellada | 22    | 1    |
| 2015/16 | Strum Graz      | Austria | Bundesliga         | 20    | 1    |
| 2016/17 | Strum Graz      | Austria | Bundesliga         | 34    | 3    |
| 2017/18 | Strum Graz      | Austria | Bundesliga         | 17    | 2    |
| 2017/18 | Cagliari Calcio | Włochy  | Serie A            |       |      |

## Kariera reprezentacyjna
Likojanis grał w młodzieżowych reprezentacjach Grecji na różnych szczeblach wiekowych. W reprezentacji Grecji zadebiutował 3 września 2017 w przegranym 1:2 meczu eliminacji do MŚ 2018 z Belgią, rozegranym w Pireusie. W 69. minucie tego meczu zmienił Kostasa Stafilidisa.